# Calendario juliano

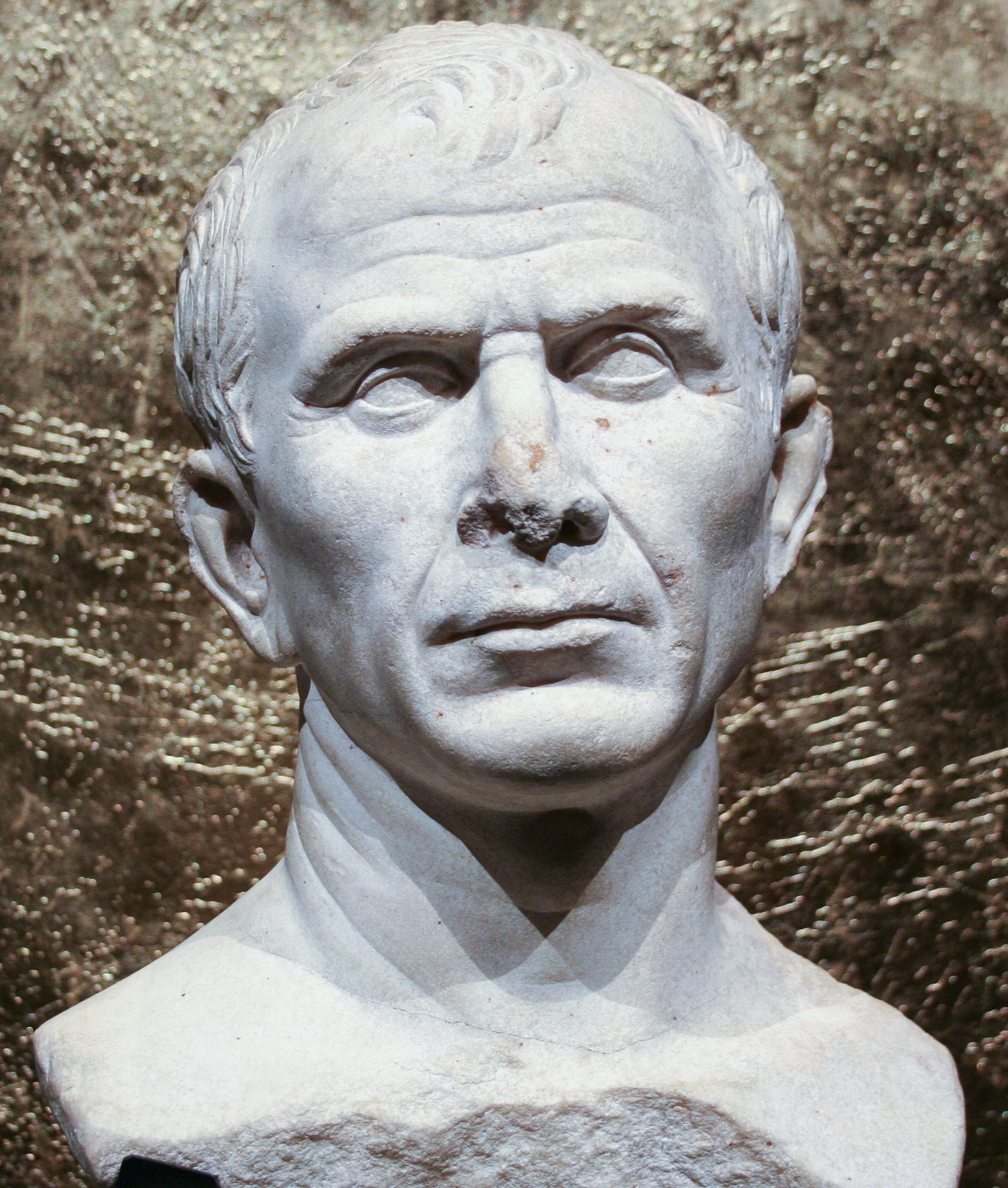
Julio César, promulgador del calendario juliano

El calendario juliano, introducido por Julio César en el año 46 a. C. (708 AUC), resultó de una reforma del calendario romano. Entró en vigor en el 45 a. C. (709 AUC), poco antes de la conquista romana de Egipto. Era el calendario predominante en el mundo romano, y posteriormente en la mayor parte de Europa y en los asentamientos europeos de América y otros lugares, hasta que fue sustituido progresivamente por el calendario gregoriano, promulgado en 1582 por el papa Gregorio XIII.
Si bien el cambio de calendario fue impuesto y aceptado en la mayor parte de los países, se tiene que las Iglesias ortodoxas de Jerusalén, Rusia (y todos sus territorios patriarcales en la antigua URSS y la diáspora), Serbia, Montenegro, Polonia (desde el 15 de junio de 1914), Macedonia del Norte, Georgia, Ucrania y los antiguos calendaristas griegos y otros grupos continuarían utilizando el calendario juliano hasta fechas muy recientes en el siglo xxi, por lo que todavía celebraban la Navidad el 25 de diciembre del calendario juliano (cuando en el gregoriano corresponde al 7 de enero, lo que se seguirá haciendo hasta 2100, cuando la diferencia entre ambos calendarios aumentará de 13 a 14 días, desplazando la Navidad juliana al 8 de enero gregoriano).[cita requerida] Algunas parroquias ortodoxas en Occidente, sin embargo, optan por seguir el calendario gregoriano y celebran la Navidad el 25 de diciembre como lo hacen las iglesias occidentales.[cita requerida] También las Iglesias orientales armenia, copta, etíope, eritrea, asiria y siro-jacobita mantienen el calendario juliano, con ciertas peculiaridades nacionales.[cita requerida]

## Características generales
En términos astronómicos, el calendario juliano se atrasa con respecto al año trópico aproximadamente un día cada 128 años lo que equivale a 11 minutos 14 segundos de exceso por año. Para el calendario gregoriano, la cifra es de un día cada 3324 años. La diferencia en la longitud media del año entre el calendario juliano (365,25 días) y el gregoriano (365,2425 días) es del 0,002 %.
El calendario juliano tiene un año regular de 365 días divididos en 12 meses. Se agrega un día bisiesto a febrero cada cuatro años. El año juliano tiene por lo tanto un promedio de 365,25 días, ajustando aproximadamente con este día adicional la duración del año trópico. Aunque los astrónomos griegos ya sabían (al menos desde Hiparco, un siglo antes de la reforma juliana) que el año trópico era unos minutos más corto que 365,25 días, no se consideró esta diferencia. Como resultado, el calendario juliano perdía alrededor de tres días cada cuatro siglos en comparación con los equinoccios observados con el paso de las estaciones. Esta discrepancia fue corregida por la reforma gregoriana de 1582.
El calendario juliano ha sido reemplazado como calendario civil por el calendario gregoriano en casi todos los países donde se utilizaba, aunque siguió siendo todavía el calendario civil de algunos países hasta comienzos del siglo XX. Por ejemplo, Egipto pasó del 20 de diciembre de 1874 (juliano), al 1 de enero de 1875 (gregoriano). Turquía cambió (con fines fiscales) del 16 de febrero (juliano) al 1 de marzo (gregoriano) de 1917. Rusia pasó del 1 al 14 de febrero de 1918. La propuesta original en Rusia había sido corregir 1 día cada año, extendiendo el cambio a un periodo de trece años, y pasar el día bisiesto a los años exactamente divisibles por 128 (por ejemplo, 1920). Grecia hizo el cambio con fines civiles pasando del 16 de febrero al 1 de marzo de 1923. Sin embargo, el Día Nacional (25 de marzo), que era una fiesta religiosa, permaneció fijándose según el antiguo calendario. Esto creó confusión, y el 10/23 de marzo de 1924 la iglesia comenzó a usar el nuevo calendario civil para las fiestas religiosas fijas.
En comparación con el calendario gregoriano, el calendario juliano tiene tres días bisiestos adicionales cada 400 años. Este hecho motiva que la Pascua, cuyo cálculo depende del equinoccio de marzo y de las fases de la Luna, pueda caer en abril o en mayo. (Véase: Computus, donde se detalla cómo se fija esta fecha.)
Muchas áreas donde se han implantado religiones cristianas también han sustituido el calendario juliano por el gregoriano como base para sus calendarios litúrgicos. Sin embargo, la mayoría de las iglesias ortodoxas de oriente todavía utilizan el calendario juliano para calcular las fechas de las fiestas móviles, incluyendo la Pascua. Algunas iglesias ortodoxas han adoptado un calendario juliano revisado para las fiestas fijas, mientras que otras iglesias ortodoxas mantienen el calendario juliano a todos los efectos. El calendario juliano todavía es utilizado por los bereberes del Magreb mediante el calendario bereber, así como por las comunidades religiosas del Monte Athos. En la forma del calendario copto, es la base para el calendario etíope, que es el calendario civil de Etiopía.
Durante la transición entre calendarios y durante algún tiempo después, fue utilizado el fechado dual en los documentos, consignándose la fecha de acuerdo con ambos sistemas simultáneamente para evitar ambigüedades.

## Antecedentes
Originariamente, en muchas culturas antiguas se utilizaba el calendario lunar para contar el tiempo (se ha hallado en Francia un calendario grabado en piedra de este tipo, que cuenta con unos 15 000 años de antigüedad). Las evidencias históricas más antiguas indican que el primer calendario solar fue creado en el Antiguo Egipto, a principios del tercer milenio a. C., y surgió de la necesidad de predecir con exactitud el momento del inicio de la crecida del Nilo, que tiene una periodicidad anual, acontecimiento fundamental en una sociedad que vivía de la agricultura. Este calendario tenía un año de 365 días, dividido en tres estaciones, meses de 30 días y decanos de 10 días.
Los pueblos itálicos primitivos tenían diferentes calendarios lunares, cada uno con su propio número de meses, su propia duración del año y de los meses, por ejemplo, los habitantes de Alba Longa tenían un calendario de 10 meses, de 18 a 36 días cada mes; los de Labinia tenían otro de 374 días distribuido en 13 meses; los etruscos tenían meses basados en la luna llena.
Ningún calendario itálico contaba las semanas.

### Calendario romano
Finalmente se acordó usar un calendario común de 304 días distribuidos en 10 meses (6 meses de 30 días y 4 de 31 días). Pero este tenía desfases de tiempo y los pontífices paganos lo reajustaban agregando un mes llamado mercedonius casi siempre de forma bienal. Los reajustes se hacían con criterios políticos, no astronómicos, como determinar el día de pagar a la servidumbre, y se hacía mal uso del reajuste, para prorrogar el cargo de algún funcionario, adelantar o retrasar votaciones.
El año empezaba a principios de marzo (martius, de Marte, dios de la guerra) que era el primer mes de primavera, cuando se decidían las campañas militares del año. Los meses iban desde martius hasta februarius, en este orden:
| Meses del calendario romano | |
| 1. Martius: mes de Marte, dios de la guerra, padre de Rómulo y Remo 2. Aprilis: mes de apertura de flores (por la primavera, en el hemisferio norte) 3. Maius: mes de Maia, diosa de la abundancia 4. Junius: mes de Juno, diosa del hogar y la familia 5. Quintilis: mes quinto 6. Sextilis: mes sexto | 7. September: mes séptimo 8. October: mes octavo 9. November: mes noveno 10. December: mes décimo 11. Januarius: mes de Jano, dios de los portales 12. Februarius: mes de las hogueras purificatorias (februa) |
| * Mercedonius: mes añadido con fines compensatorios, según conveniencia política y comercial. | |

Los reajustes no evitaron el desfase de tiempo y sucedió que el invierno fuera fechado en el otoño astronómico. Julio César terminó con el desfase ordenando una reforma en el calendario romano.
Según Plutarco, fue el rey Numa –el sucesor de Rómulo– quien cambió el calendario de 10 a 12 meses, poniendo como primer mes del año a enero en lugar de marzo. También, comenta que abril procede de la diosa Afrodita, mientras que mayo de la diosa Maia, madre de Mercurio.

## Elaboración del calendario juliano
Sosígenes de Alejandría tenía conocimiento de la fallida reforma de Cánope del calendario egipcio, ocurrida dos siglos atrás, y colaboró con Julio César para adoptar esa vieja reforma al calendario romano e implantarla como un nuevo calendario. Esta adaptación fechaba las estaciones y sus fiestas romanas correspondientes concordando con el momento astronómico en el que sucedían.
El nuevo calendario se implantó en el año 46 a. C. con el nombre de «Julius» y mucho después de «Juliano», en honor a Julio César. Únicamente en ese año, se contaron 445 días, en vez de los 365 normales, para corregir los desfases del calendario anterior, y fue denominado «el último año de la confusión».
Para ello, se agregaron dos meses Merkedinus, entre noviembre y diciembre, uno de 33 días y otro de 34, además del mes intercalado en febrero.
Desde 44 a. C. se acordó que todos los años constaran de 365 días, y cada cuatro años se contarían 366. Estos años se llamarían «años bisiestos», porque en ellos añadían un 24 de febrero. Según el cómputo del tiempo, el 24 de febrero se llamaba «día sexto» antes de las kalendas de marzo (ante diem sextum kalendas martias), de manera que el 24 de febrero repetido se llamaría «bis sextum» (de ahí la palabra «bisiesto»).
Pero en el año 44 a. C. los pontífices romanos decidieron considerar un año bisiesto cada tres años ordinarios, en vez de cada cuatro. Tiempo después, se dieron cuenta del desfase provocado hasta el año 10 a. C. y se corrigió en el 8 d. C. por orden de César Augusto, quien ordenó excluir el día adicional de cada año bisiesto, durante 36 años, es decir, hasta el año 44 d. C.
Por lo anterior, el calendario juliano consideraba que el año trópico estaba constituido por 365,25 días, mientras que la cifra correcta es de 365,242 189, es decir, 365 días, 5 horas, 48 minutos y 45,16 segundos. Esos más de 11 minutos agregados a cada año, significan un día adicional cada 128 años.

## Desarrollo del calendario juliano
El año 153 a. C. se tomó como inicio del año el 1 de enero, en lugar del tradicional 1 de marzo, para poder planear las campañas del año con tiempo debido a las guerras celtibéricas que se estaban desarrollando en la península ibérica y los problemas que estaba causando la conquista y el asedio de Numancia.
César mantiene ese principio de año e implanta el nuevo calendario, que consta de 365 días divididos en 12 meses, excepto los años bisiestos que tienen 366 días, y añaden un día adicional al mes de febrero. El calendario juliano cuenta como bisiestos uno de cada cuatro años, incluso los seculares. Con este calendario se comete un error de 3 días cada 400 años.
La manera de contar los días siguió la tradición romana hasta que los visigodos introdujeron la costumbre de numerar los días, que no sería oficial hasta que la adoptó Carlomagno. No obstante, hasta bien entrada la Edad Moderna, la manera de referirse a un día concreto era aludiendo al santo que se conmemoraba. Así, por ejemplo, era muy común encontrar expresiones como «llegamos el día de san Froilán».
| Distribución de los meses y días en el calendario romano | Distribución de los meses y días en el calendario juliano |
| 1. Martius (31 días) 2. Aprilis (29) 3. Maius (31) 4. Junius (29) 5. Quintilis (31) 6. Sextilis (29) 7. Septembris (29) 8. Octobris (31) 9. Novembris (29) 10. Decembris (29) 11. Ianuarius (29) 12. Februarius (28 o 23) 13. Mes intercalado sin nombre o Mercedonius (27 o 28) | 1. Enero (31 días) 2. Febrero (28) (29 en los años bisiestos) 3. Marzo (31) 4. Abril (30) 5. Mayo (31) 6. Junio (30) 7. Julio (31) 8. Agosto (31) 9. Septiembre (30) 10. Octubre (31) 11. Noviembre (30) 12. Diciembre (31) |

### Origen de julio y agosto
- En el año 44 a. C., por iniciativa del Senado romano, y para honrar la memoria de Julio César, el mes de quintilis, que entonces duraba 31 días, fue renombrado como iulius, denominación de la que deriva la forma castellana julio.[15]

- En el año 8 a. C., por decisión del entonces emperador romano Octavio Augusto, y a modo de autohomenaje, el mes de sextilis fue renombrado como augustus, de donde se desprende la forma castellana agosto.[15]

Cuando a Tiberio se le planteó la idea de continuar con esta práctica, dando a su vez su propio nombre a septiembre, este desestimó la idea al mostrar sus dudas sobre qué ocurriría cuando ya se hubiesen renombrado todos los meses.

### Implantación de la semana
En el año 321, el emperador Constantino I el Grande implantó la semana de siete días, copiada del calendario lunar de los mesopotámicos, que establecieron la semana de siete días basándose en los planetas (incluidos el sol y la luna) que se podían observar desde la tierra: domingo, lunes, martes, miércoles, jueves, viernes y sábado. Esta división de la semana en siete días es la que con el tiempo se popularizaría en las distintas culturas.
Además, decretó que el primer día de la semana (dies solis, día del sol) fuese día de descanso, en detrimento del sábado, tradicional no solo entre los judíos sino también entre los gentiles.  De esta forma satisfizo la tradición cristiana de congregarse en ese día para el Culto a Dios, ya que desde el tiempo de los Apóstoles, tal como relata el Apóstol Pablo en varias de sus cartas, los cristianos se reunían el primer día de la semana debido a que éste era el día de la Resurrección de Jesucristo, de acuerdo a los Evangelios y, al mismo tiempo, satisfacía a otra religión muy popular a la que perteneció el propio Constantino, el culto a Mitra, cuya representación era el sol.
En el año 383, el día de descanso, el dies solis, fue renombrado por Teodosio I como dies dominicus ('día del Señor') término del cual procede la palabra domingo.

Idem aaa. ad Principium praefectum praetorio. Solis die, quem dominicum rite dixere maiores, omnium omnino litium et negotiorum quiescat intentio; debitum publicum privatumque nullus efflagitet; ne aput ipsos quidem arbitros vel e iudiciis flagitatos vel sponte delectos ulla sit agnitio iurgiorum. Et non modo notabilis, verum etiam sacrilegus iudicetur, qui a sanctae religionis instinctu rituve deflexerit. Proposita III non. nov. Aquileiae Honorio n. p. et Evodio conss.
Códice Teodosiano 11.7.13

## Modificaciones fracasadas en los nombres de los meses
Algunos emperadores romanos modificaron los nombres de determinados meses durante su mandato:
- Calígula llamó germanicus al mes de septiembre.[21]
- Nerón llamó neronniano a abril.[22]
- Domiciano también llamó germanicus a septiembre y domitianus a octubre.[23]

Pero las modificaciones no perduraron y se restablecieron sus nombres anteriores.
Incluso Carlomagno trató de dar nuevos nombres a los meses, aunque tampoco tuvo éxito. Los meses propuestos eran, desde enero a diciembre respectivamente: Wintarmanoth, Hornung, Lentzinmanoth, Ostarmanoth, Winemanoth, Brachmanoth, Heuvimanoth, Aranmanoth, Witumanoth, Windumemanoth, Herbistmanoth y Heilagmanoth.